# Miroslav Vitouš
Miroslav Ladislav Vitouš, né le 6 décembre 1947 à Prague, est un bassiste et contrebassiste de jazz. Il commence par l'apprentissage du violon à l'âge de six ans, puis le piano à dix ans. Enfin, à quatorze ans, il commence son apprentissage de la basse. Il joue aussi occasionnellement le piano, comme sur l'album qu'il a enregistré en trio avec Terje Rypdal et Jack DeJohnette en 1978, tout simplement intitulé Terje Rypdal/Miroslav Vitous/Jack DeJohnette et publié sur le label ECM.
Il est, avec Joe Zawinul et Wayne Shorter, le cofondateur du groupe Weather Report. Il joue la basse sur les albums Weather Report, I Sing the Body Electric, Live in Tokyo, Sweetnighter, et sur le deuxième morceau de l'album Mysterious Traveller.
D'abord secondé par Alphonso Johnson sur l'album Mysterious Traveller puis définitivement par ce dernier, au sein de Weather Report, Vitouš forme ensuite son propre groupe.
Il a également collaboré avec Jan Garbarek, Chick Corea et Michel Petrucciani.
Même s'il s'est par la suite essentiellement consacré à la contrebasse, Miroslav Vitouš est également un bassiste reconnu.

## Discographie

### Solo
- Infinite Search (Embryo, 1970)
- Purple (CBS/Sony, 1970)
- Magical Shepherd (Warner Bros., 1976)
- Majesty Music (Arista, 1976)
- Miroslav (Arista/Liberté, 1977)
- Guardian Angels avec George Otsuka, John Scofield, Kenny Kirkland, Mabumi Yamaguchi (Trio, 1979)
- First Meeting (ECM, 1980)
- 1981 : Miroslav Vitous Group[2] (ECM, 1981)
- Journey's End (ECM, 1983)
- Emergence (ECM, 1986)
- Atmos avec Jan Garbarek (ECM, 1993)
- Universal Syncopation (ECM, 2003)
- Universal Syncopations II  (ECM, 2007)
- Remembering Weather Report avec Michel Portal (ECM, 2009) – enregistré en 2006-07
- Music of Weather Report (ECM, 2016)
- Ziljabu Nights (Intuition, 2016)
- Moravian Romance avec Emil Viklický (Venus, 2018)

### Weather Report
- Weather Report (Columbia, 1971)
- I Sing the Body Electric (Columbia, 1972) - enregistré en 1971-1972
- Live in Tokyo (CBS/Sony, 1972)
- Sweetnighter (Colombie, 1973)
- Mysterious Traveller (Columbia, 1974) - enregistré en 1973-1974

### Participations
- Avec Roy Ayers :
  - Stoned Soul Picnic (Atlantic, 1968)
  -  All Blues  (Colombie, 1969)
  - Herbie Mann Presents Comin' Home Baby Roy Ayers Quartet 1 (Columbia, 1969)
  -  Unchain My Heart  (Columbia, 1970)

- Avec Chick Corea :
  - Now He Sings, Now He Sobs (Solid State, 1968)
  - Circling In (Blue Note, 1975) - enregistré en 1968–70
  - Trio Music (ECM, 1982) - enregistré en 1981
  - Trio Music Live in Europe (ECM, 1986) - enregistré en 1984
  - Rendez-vous in New York (Stretch, 2003)

- Avec Larry Coryell :
  - Spaces (Vanguard, 1970) - enregistré en 1969
  - Planet End (Avant-garde, 1975)
  - Dedicated to Bill Evans and Scott LaFaro (Jazzpoint, 1987)

- Avec Herbie Mann :
  - Windows Opened (Atlantic, 1968)
  - The Inspiration I Feel (Atlantic, 1968)
  - Memphis Underground (Atlantic, 1969)
  - Live at the Whiskey a Go Go (Atlantic, 1969)
  - Stone Flute (Embryo, 1970) – enregistré en 1969
  - Muscle Shoals Nitty Gritty (Embryo, 1970)
  - Memphis Two-Step (Embryo, 1971)

- Avec Steve Marcus :
  - The Lord's Prayer (Vortex, 1969)
  - Green line (Nivico, 1970)

- Avec Adam Pierończyk :
  - Wings (Pour Tune, 2015)
  - Ad-Lib Orbits (PAO, 2017)
  - Live at NOSPR (Jazz Sound, 2019)

- Avec Terje Rypdal :
  - Terje Rypdal / Miroslav Vitous / Jack DeJohnette (ECM, 1979)
  - To be continued (ECM, 1981)
  - Trio/Live in Concert (TDK, 2001) (DVD-Vidéo)

- Avec Wayne Shorter :
  - Super Nova (Blue Note, 1969)
  - Moto Grosso Feio (Blue Note, 1974) – enregistré en 1970

- Avec Joe Zawinul :
  - Zawinul (Atlantic, 1971) – enregistré en 1970
  - Concerto Retitled (Atlantic, 1976) – compilation

- Autres :
- Alpay, Tango & Latin (Dogan Music, 2001)
- Franco Ambrosetti, Light Breeze (Enja, 1998) – rec. 1997
- Amerie, All I Have (Columbia, 2002) – rec. 2001–02
- Buck-Tick, Symphonic Buck-Tick in Berlin (Invitation, 1990)
- Donald Byrd, The Creeper (Blue Note, 1981) – rec. 1967
- Mariano Deidda, L'Incapacità di Pensare (Sette Ottavi/Warner, 2005)
- Jack DeJohnette, The DeJohnette Complex (Milestone, 1969) – rec. 1968
- Aydin Esen, Vinnie Colaiuta, Living (Universal/EmArcy, 2001)
- Antonio Farao, Daniel Humair, Takes On Pasolini (CAM Jazz, 2005)
- Stan Getz, The Song Is You (Laserlight, 1996) – rec. 1969
- Laszlo Gardony, The Secret (Antilles/Island, 1988) – rec. 1986
- Jan Garbarek, StAR (ECM, 1991)
- Tim Hardin, Bird on a Wire (Columbia, 1971)
- Jon Hassell, Earthquake Island (Tomato, 1978)
- Roy Haynes, A Life in Time (Dreyfus, 2007)[3CD + DVD-Video] – compilation
- Toshiyuki Honda, Dream (Eastworld, 1983)
- Daniel Humair, Edges (Label Bleu, 1991)
- Vic Juris & John Etheridge, Bohemia (Jazzpoint, 1988)
- Fumio Karashima, Hot Islands (Trio, 1979)
- Anders Koppel, Past Present Future (Cowbell Music, 2017)
- Steve Kuhn, Oceans in the Sky (Owl, 1990)
- Biréli Lagrène & Larry Coryell, And Special Guests (In-akustik, 1986)
- Maria Mena, Mellow (Columbia, 2004)
- Alphonse Mouzon, In Search of a Dream (MPS, 1978)
- Michal Pavlicek, Minotaurus (Panton, 1991)
- Flora Purim, Stories to Tell (Milestone, 1974)
- Fredy Studer, Seven Songs (veraBra, 1991)
- Jasper van 't Hof, Live in Montreux (Pausa, 1980)
- Sadao Watanabe, Round Trip (en) (CBS/Sony, 1970)
- Lenny White, Big City (Nemperor, 1977)
- Janci Körössy, Ale Ne Pro Mne (Supraphon, 1965)